# (2978) Roudebush
(2978) Roudebush (1978 SR; 1929 TC1; 1934 PN; 1940 SE; 1967 RC1) ist ein ungefähr 19 Kilometer großer Asteroid des äußeren Hauptgürtels, der am 26. September 1978 von den US-amerikanischen Astronomen Richard Eugene McCrosky, Cheng-yuan Shao, G. Schwartz und J. H. Bulger am Oak-Ridge-Observatorium (damals als Agassiz Station Teil des Harvard-College-Observatorium) (IAU-Code 801) entdeckt wurde. Er gehört zur Themis-Familie, einer Gruppe von Asteroiden, die nach (24) Themis benannt ist.

## Benennung
(2978) Roudebush wurde nach Susan Horner Roudebush benannt, die die Administration der Abteilung für Planetologie am Harvard-Smithsonian Center for Astrophysics leitete.